# Filipinas dentro de cien años
Filipinas dentro de cien anos (De Filipijnen een eeuw later) is een sociaal-politiek essay geschreven in vier delen (september 1889 - januari 1890) in het tijdschrift La solidaridad door José Rizal. Het is een van de meest belangerijke politieke werken van de Filipijnse onafhankelijkheidsbeweging. Hij benadrukt de noodzaak om een nieuw soort politieke relatie tussen Spanje en de Filipijnen te vestigen als Spanje niet wil dat het tot een totale breuk komt met de Filipijnen. Spanje krijgt als het ware een ultimatum: hervormen of onafhankelijkheid.
Het artikel eindigt met een voorspelling over mogelijke politieke interventie van Europese of naburige machten, of zelfs die van de Verenigde Staten, mocht de Filipijnen zich onafhankelijk verklaren van Spanje. Rizal voorspelde ook dat het land een federaal republikeinse regering zou aannemen zodra het bevrijd is. Hij waarschuwde ook dat bloedige opstanden kunnen plaatsvinden als het land geen ingrijpende veranderingen ondergaat.

## Externe Links
- The Philippines a Century Hence